# George N. Neise
George N. Neise (Chicago, 16 febbraio 1917 – Los Angeles, 14 aprile 1996) è stato un attore statunitense.
Ha recitato in oltre 40 film dal 1942 al 1971 ed è apparso in quasi cento produzioni televisive dal 1953 al 1978. È stato accreditato anche con i nomi George Neise e George Niese.

## Biografia
George N. Neise nacque a Chicago il 16 febbraio 1917.
Recitò nel 1942, non accreditato, nel film USS VD: Ship of Shame nel ruolo di un marinaio e in televisione nell'episodio The Governess della serie televisiva Schlitz Playhouse of Stars, andato in onda il 3 aprile 1953, nel ruolo di Martin Radley. Dopo questi esordi, per la televisione, interpretò, tra gli altri, il ruolo di Carl in 4 episodi della serie televisiva Date with the Angels dal 1957 al 1958, del capitano Felipe Arrellano in 4 episodi della serie Zorro nel 1959, del dottor Nat Wyndham in 6 episodi della serie Wichita Town dal 1959 al 1960 e molti altri personaggi secondari o ruoli da guest star in numerosi episodi di serie televisive dagli anni 50 alla fine degli anni 70. Per il cinema interpretò il doppio ruolo del farmacista Ralph Dimsal e del potente re greco antico Odius in Tre oriundi contro Ercole con i tre marmittoni. Sempre con questi ultimi recitò in The Three Stooges in Orbit del 1962 nel doppio ruolo di Ogg e del pilota dell'aereo.
La sua ultima apparizione sul piccolo schermo avvenne nell'episodio Bonus Baby della serie televisiva Time Out, andato in onda il 25 dicembre 1978, mentre per il grande schermo l'ultima interpretazione risale al film L'amica delle 5 ½ del 1970 in cui interpreta Wytelipt.
Morì a Los Angeles, in California, il 14 aprile 1996 e fu cremato.

## Filmografia

### Cinema
- USS VD: Ship of Shame (1942)
- Impresa eroica (They Raid by Night), regia di Spencer Gordon Bennet (1942)
- Flight Lieutenant, regia di Sidney Salkow (1942)
- Valley of Hunted Men, regia di John English (1942)
- War Dogs, regia di S. Roy Luby (1942)
- Chetniks, regia di Louis King (1943)
- Arcipelago in fiamme (Air Force), regia di Howard Hawks (1943)
- Ho salvato l'America (They Got Me Covered), regia di David Butler (1943)
- Anche i boia muoiono (Hangmen Also Die!), regia di Fritz Lang (1943)
- Convoglio verso l'ignoto (Action in the North Atlantic), regia di Lloyd Bacon (1943)
- Bomber's Moon, regia di Edward Ludwig, Harold D. Schuster (1943)
- Sahara, regia di Zoltán Korda (1943)
- L'ottava meraviglia (Once Upon a Time), regia di Alexander Hall (1944)
- Ladies of Washington, regia di Louis King (1944)
- Man from Frisco, regia di Robert Florey (1944)
- Schiava del male (Experiment Perilous), regia di Jacques Tourneur (1944)
- Amore sotto coperta (Romance on the High Seas), regia di Michael Curtiz, Busby Berkeley (1948)
- Una domenica pomeriggio (One Sunday Afternoon), regia di Raoul Walsh (1948)
- Musica per i tuoi sogni (My Dream Is Yours), regia di Michael Curtiz (1949)
- I'll See You in My Dreams, regia di Michael Curtiz (1951)
- Cacciatori di squali (The Sharkfighters), regia di Jerry Hopper (1956)
- La pista dei Tomahawks (Tomahawk Trail), regia di Lesley Selander (1957)
- Pharaoh's Curse, regia di Lee Sholem (1957)
- Un solo grande amore (Jeanne Eagels), regia di George Sidney (1957)
- I pionieri del West (The Tall Stranger), regia di Thomas Carr (1957)
- Outcasts of the City, regia di Boris Petroff (1958)
- Il forte del massacro (Fort Massacre), regia di Joseph M. Newman (1958)
- Tempi brutti per i sergenti (No Time for Sergeants), regia di Mervyn LeRoy (1958)
- Twenty Plus Two, regia di Joseph M. Newman (1961)
- Tre oriundi contro Ercole (The Three Stooges Meet Hercules), regia di Edward Bernds (1962)
- Gli amanti devono imparare (Rome Adventure), regia di Delmer Daves (1962)
- The Three Stooges in Orbit, regia di Edward Bernds (1962)
- Il vendicatore del Texas (Cattle King), regia di Tay Garnett (1963)
- Johnny Cool, messaggero di morte (Johnny Cool), regia di William Asher (1963)
- In cerca d'amore (Looking for Love), regia di Don Weis (1964)
- Il boia è di scena (Two on a Guillotine), regia di William Conrad (1965)
- Un'idea per un delitto (Brainstorm), regia di William Conrad (1965)
- Lezioni d'amore alla svedese (I'll Take Sweden), regia di Frederick de Cordova (1965)
- Non disturbate (Do Not Disturb), regia di Ralph Levy (1965)
- Lo strano mondo di Daisy Clover (Inside Daisy Clover), regia di Robert Mulligan (1965)
- Una splendida canaglia (A Fine Madness), regia di Irvin Kershner (1966)
- Penelope, la magnifica ladra (Penelope), regia di Arthur Hiller (1966)
- Una guida per l'uomo sposato (A Guide for the Married Man), regia di Gene Kelly (1967)
- Did You Hear the One About the Traveling Saleslady?, regia di Don Weis (1968)
- Executive, la donna che sapeva troppo (The Girl Who Knew Too Much), regia di Francis D. Lyon (1969)
- Il computer con le scarpe da tennis (The Computer Wore Tennis Shoes), regia di Robert Butler (1969)
- L'amica delle 5½ (On a Clear Day You Can See Forever), regia di Vincente Minnelli (1970)
- La TV ha i suoi primati (The Barefoot Executive), regia di Robert Butler (1971)

### Televisione
- Fireside Theatre – serie TV, un episodio (1953)
- Schlitz Playhouse of Stars – serie TV, 3 episodi (1953-1958)
- Letter to Loretta – serie TV, 2 episodi (1954-1955)
- Shower of Stars – serie TV, un episodio (1954)
- It's a Great Life – serie TV, 2 episodi (1955-1956)
- Stage 7 – serie TV, episodio 1x03 (1955)
- The Public Defender – serie TV, un episodio (1955)
- Il cavaliere solitario (The Lone Ranger) – serie TV, un episodio (1955)
- Chevron Hall of Stars – serie TV, un episodio (1956)
- The Star and the Story – serie TV, episodio 2x06 (1956)
- Passport to Danger – serie TV, un episodio (1956)
- Private Secretary – serie TV, un episodio (1956)
- Four Star Playhouse – serie TV, 2 episodi (1956)
- The Honeymooners – serie TV, un episodio (1956)
- Date with the Angels – serie TV, 4 episodi (1957-1958)
- Perry Mason – serie TV, 5 episodi (1957-1965)
- The Red Skelton Show – serie TV, 8 episodi (1957-1969)
- Official Detective – serie TV, un episodio (1957)
- Cheyenne – serie TV, un episodio (1957)
- Jane Wyman Presents The Fireside Theatre – serie TV, un episodio (1957)
- Richard Diamond (Richard Diamond, Private Detective) – serie TV, un episodio (1957)
- The Web – serie TV, un episodio (1957)
- Make Room for Daddy – serie TV, un episodio (1957)
- Code 3 – serie TV, un episodio (1957)
- How to Marry a Millionaire – serie TV, un episodio (1958)
- Papà ha ragione (Father Knows Best) – serie TV, un episodio (1958)
- The Millionaire – serie TV, un episodio (1958)
- Yancy Derringer – serie TV, episodio 1x01 (1958)
- Trackdown – serie TV, 2 episodi (1958)
- Il tenente Ballinger (M Squad) – serie TV, un episodio (1958)
- Wichita Town – serie TV, 6 episodi (1959-1960)
- Indirizzo permanente (77 Sunset Strip) – serie TV, 2 episodi (1959-1963)
- Death Valley Days – serie TV, 4 episodi (1959-1970)
- Northwest Passage – serie TV, un episodio (1959)
- State Trooper – serie TV, 2 episodi (1959)
- Bat Masterson – serie TV, un episodio (1959)
- Zorro – serie TV, 4 episodi (1959)
- The Dennis O'Keefe Show – serie TV, un episodio (1959)
- The Ann Sothern Show – serie TV, un episodio (1959)
- Gli intoccabili (The Untouchables) – serie TV, 4 episodi (1960-1961)
- Io e i miei tre figli (My Three Sons) – serie TV, 2 episodi (1960-1967)
- Disneyland – serie TV, 4 episodi (1960-1970)
- Have Gun - Will Travel – serie TV, episodio 3x27 (1960)
- Laramie – serie TV, un episodio (1960)
- The Rifleman – serie TV, un episodio (1960)
- The Man from Blackhawk – serie TV, un episodio (1960)
- Alcoa Theatre – serie TV, un episodio (1960)
- Thriller – serie TV, episodio 1x05 (1960)
- Carovana (Stagecoach West) – serie TV, episodio 1x13 (1961)
- Miami Undercover – serie TV, 2 episodi (1961)
- Surfside 6 – serie TV, episodio 1x27 (1961)
- Ben Casey – serie TV, episodio 1x05 (1961)
- I detectives (The Detectives) – serie TV, episodio 3x05 (1961)
- Pete and Gladys – serie TV, episodio 2x10 (1961)
- The Andy Griffith Show – serie TV, un episodio (1961)
- McKeever & the Colonel – serie TV, 3 episodi (1962-1963)
- 87ª squadra (87th Precinct) – serie TV, un episodio (1962)
- Bus Stop – serie TV, episodio 1x18 (1962)
- Scacco matto (Checkmate) – serie TV, episodio 2x16 (1962)
- Corruptors (Target: The Corruptors) – serie TV, episodio 1x20 (1962)
- Carovane verso il west (Wagon Train) – serie TV, un episodio (1962)
- Maverick – serie TV, episodio 5x09 (1962)
- Bachelor Father – serie TV, un episodio (1962)
- The Dick Van Dyke Show – serie TV, un episodio (1962)
- Bronco – serie TV, un episodio (1962)
- Polvere di stelle (Bob Hope Presents the Chrysler Theatre) – serie TV, 4 episodi (1963-1967)
- Vacation Playhouse – serie TV, episodio 1x05 (1963)
- La legge del Far West (Temple Houston) – serie TV, episodio 1x10 (1963)
- Vacation Playhouse – serie TV, un episodio (1963)
- Mister Ed, il mulo parlante (Mister Ed) – serie TV, 3 episodi (1964-1965)
- The Crisis (Kraft Suspense Theatre) – serie TV, un episodio (1964)
- The Bill Dana Show – serie TV, un episodio (1964)
- The Lucy Show – serie TV, un episodio (1964)
- La famiglia Addams (The Addams Family) – serie TV, un episodio (1965)
- Mamma a quattro ruote (My Mother the Car) – serie TV, un episodio (1965)
- L'isola di Gilligan (Gilligan's Island) – serie TV, 2 episodi (1966-1967)
- Batman – serie TV, 2 episodi (1966-1968)
- Gli eroi di Hogan (Hogan's Heroes) – serie TV, 2 episodi (1966)
- The Beverly Hillbillies – serie TV, un episodio (1966)
- Quella strana ragazza (That Girl) – serie TV, 2 episodi (1967-1968)
- Gomer Pyle: USMC – serie TV, un episodio (1967)
- Pistols 'n' Petticoats – serie TV, un episodio (1967)
- Get Smart – serie TV, un episodio (1967)
- La fattoria dei giorni felici (Green Acres) – serie TV, 2 episodi (1967)
- Al banco della difesa (Judd for the Defense) – serie TV, 2 episodi (1968)
- F.B.I. (The F.B.I.) – serie TV, un episodio (1968)
- Now You See It, Now You Don't – film TV (1968)
- The Outsider – serie TV, episodio 1x13 (1968)
- Anatomy of a Crime – film TV (1969)
- Mayberry R.F.D. – serie TV, un episodio (1969)
- Here's Lucy – serie TV, un episodio (1971)
- A Step Out of Line – film TV (1971)
- Ironside – serie TV, un episodio (1971)
- Adam-12 – serie TV, un episodio (1972)
- Room 222 – serie TV, un episodio (1972)
- Le strade di San Francisco (The Streets of San Francisco) – serie TV, un episodio (1973)
- Time Out – serie TV, un episodio (1978)